# Skakači (členonožci)
Skakači (znanstveno ime Collembola) so eden od podrazredov danes živečih šesteronožnih členonožcev, ki so jih nekoč uvrščali med žuželke, vendar izsledki novejših genetskih raziskav kažejo, da žuželkam niso sorodni in tvorijo samostojno evolucijsko linijo. Po zgradbi njihovega obustnega aparata jih namesto tega uvrščamo v razred Entognatha. Fosili skakačev iz devona so med najstarejšimi fosili kopenskih živali sploh, danes pa poznamo okoli 7500 recentnih vrst.
To so nekrilati členonožci z dobro razvitimi tipalnicami, ki so svoje ime dobili po sposobnosti skakanja. Skakanje jim omogoča posebna struktura, imenovana furkula, ki deluje kot vzmet in ob nevarnosti požene žival v zrak, s čimer pobegne plenilcu. Njihove sestavljene oči so podobne tistim zgodnjih rakov. Na zadku je poleg furkule še t. i. ventralna cev, ki izloča lepljivo tekočino, s katero se lahko skakači pritrdijo na podlago.
Imajo nepopolno preobrazbo – ličinke so zelo podobne odraslim živalim, od njih se ločijo le po velikosti, telesnih proporcih, pigmentiranosti (ličinke so navadno svetlejše) in odsotnosti genitalij. Tekom življenja se levijo od štirikrat do več kot petdesetkrat.
Živijo v vlažnih habitatih v zemlji in med listjem. So zelo pomemben del talnega ekosistema, saj sodelujejo pri razgradnji organskih snovi in jih po številčnosti prekašajo samo pršice.